# Серозак
Сероза́к — посёлок и железнодорожная станция в Сосновском районе Челябинской области. Входит в состав Саргазинского сельского поселения.

## География
Ближайшие населённые пункты: областной центр город Челябинск, посёлок Малая Сосновка и деревня Таловка.

## Население
| 2002 | 2010 |
| ---- | ---- |
| 39   | ↗65  |

По данным Всероссийской переписи, в 2010 году численность населения посёлка составляла 65 человек (30 мужчин и 35 женщин).

## Улицы
Уличная сеть посёлка состоит из 2 улиц.